# Masdevallia dynastes
Masdevallia dynastes es una especie de orquídea epífita originaria del oeste de Sudamérica.

## Descripción
Es una orquídea de pequeño tamaño que prefiere el clima fresco, es de hábitos epífitas a veces de hábits terrestres, con delgados ramicaules erectos que están  envueltos basalmente por 2-3 vainas tubulares que llevan una sola hoja de color verde, erecta, coriácea, peciolada, elíptica, subaguda que poco a poco se reduce por debajo en el canalizado pecíolo. Florece en invierno en una inflorescencia delgada, erguida con una sola flor de 1 cm de ancho.

## Distribución y hábitat
Se encuentra en Ecuador  en los bosques nubosos en altitudes de 1400 a 2800 metros

## Cultivo
Se debe mantener la planta en sombra parcial. La planta puede ser cultivada en condiciones frescas o intermedias. Poner la planta en una maceta con corteza fina, musgo sphagnum o perlita. Regar con regularidad y mantenerla húmeda.

## Sinonimia
- Buccella dynastes (Luer) Luer, Monogr. Syst. Bot. Missouri Bot. Gard. 105: 7 (2006).[2]